# Før frosten
Før frosten  er et dansk drama fra 2019. Filmen blev instrueret af Michael Noer.
Filmen blev nomineret til en række danske filmpriser, og Jesper Christensen vandt en Bodil-pris for Bedste mandlige hovedrolle mens Louize Nissen blev Årets Kostumedesigner til Robert Prisen.
Desuden blev Jesper Christensen hædret for sin præstation ved både Chicago Film Fest og Tokyo Filmfestival. I Tokyo vandt filmen desuden Juryens Særpris.

## Medvirkende
- Jesper Christensen som Jens
- Clara Rosager som Signe
- Magnus Krepper som Gustav
- Elliott Crosset Hove som Peder
- Rasmus Hammerich som Holger
- Ghita Nørby som Agnes
- Gustav Dyekjær Giese som Laurits
- Oscar Dyekjær Giese som Ole
- Bertil De Lorenzi som Mads

## Modtagelse
Filmen blev rost af anmelderne i de danske aviser, der gav 4- eller 5-stjernede anmeldelser og fremhævede Jesper Christensens præstation.